# Hopp (målning)
Hopp (tyska: Die Hoffnung) är två oljemålningar av den österrikiske konstnären Gustav Klimt. Hopp I målades 1903 och ingår sedan 1970 i National Gallery of Canadas samlingar i Ottawa. Hopp II målades 1907–1908 och är utställd på Museum of Modern Art i New York.
Klimts konst är en märklig och elegant syntes av symbolism och jugend. I målningarna avbildas en gravid kvinna. Modellen till båda målningarna var Herma, en av konstnärens favoritmodeller som vid tillfället för den första målningen var gravid. 
I Hopp I är hon naken och möter betraktaren med en självmedveten och trygg blick. Hoppet om nytt liv kontrasteras mot symboler för död i målningens bakgrund. En orsak till den otäcka bakgrunden kan ha varit en reaktion från konstnären på att hans andra son dött året innan (1902). Målningen var kontroversiell och togs bort från Wiener Secessions utställning 1903 på uppmaning av Österrikes kulturminister. 
Hopp II är helt kvadratisk (110,5 cm i sida) och målad under konstnärens "gyllene period" när mästerverk som Porträtt av Adele Bloch-Bauer I (1907) och Kyssen (1908–1909) tillkom. Efter en resa till Ravenna 1903 var Klimt inspirerad av San Vitalekyrkans gyllene bysantinska mosaiker. Klimt själv benämnde den Vision, men tavlan är idag känd under namnet Hopp II.   

## Hopp II

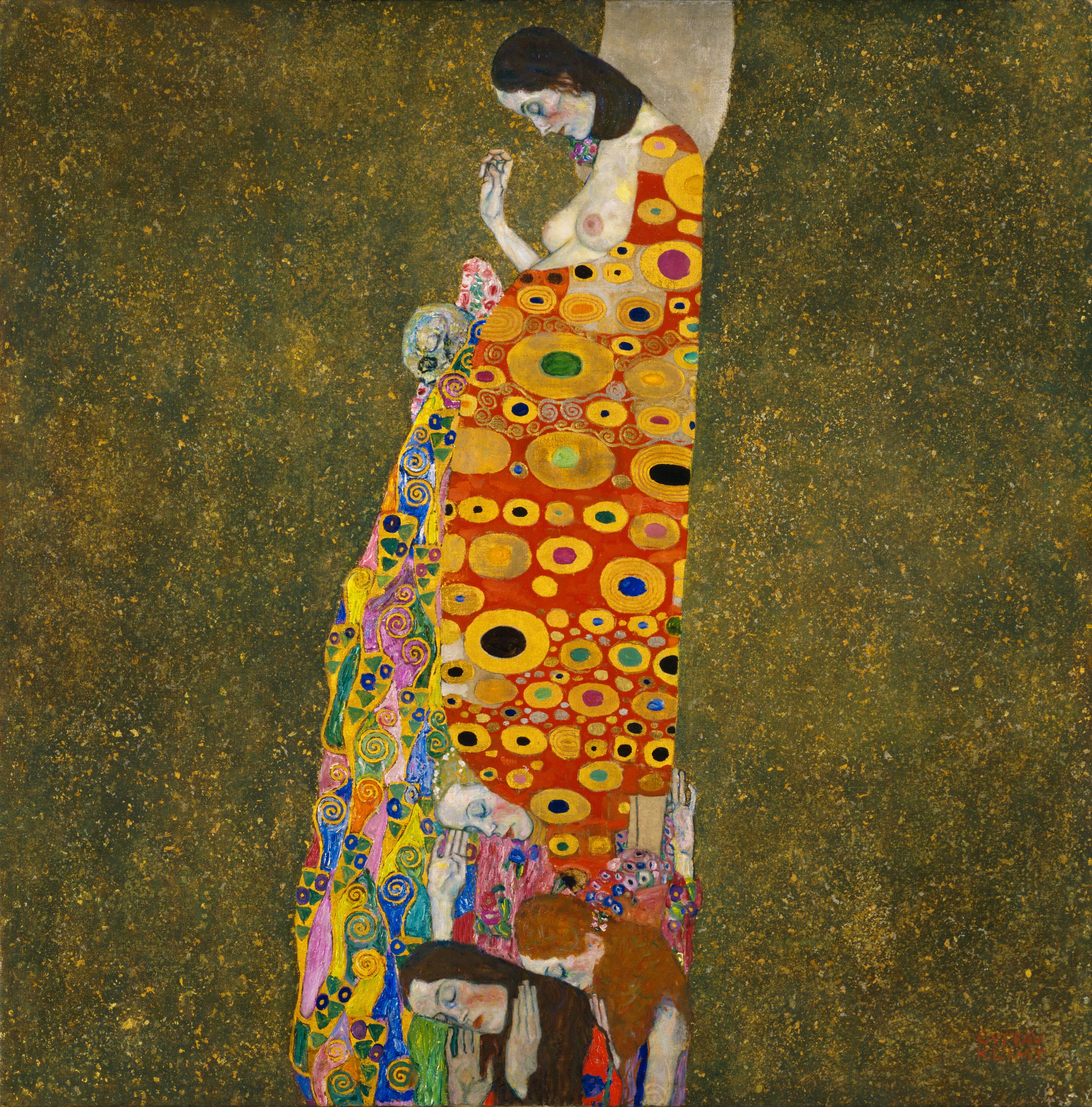
Hopp II målades 1907–1908 och är utställd på Museum of Modern Art i New York.